# Caputxí barbut
El caputxí barbut (Sapajus libidinosus) és una espècie de mico de la família dels cèbids que és endèmic del Brasil.

## Subespècies
- Sapajus libidinosus juruanus
- Sapajus libidinosus libidinosus
- Sapajus libidinosus pallidus
- Sapajus libidinosus paraguayanus